# Agromyza johannae
Agromyza johannae este o specie de muște din genul Agromyza, familia Agromyzidae, descrisă de De Meijere în anul 1924.
Este endemică în Netherlands. Conform Catalogue of Life specia Agromyza johannae nu are subspecii cunoscute.